# European Association for Artificial Intelligence
L'European Association for Artificial Intelligence (EurAI) (anciennement European Coordinating Committee for Artificial Intelligence (ECCAI)) est la société savante représentative de la recherche en intelligence artificielle en Europe. Elle a pour but de favoriser l'apprentissage, la recherche et l'utilisation de l'intelligence artificielle en Europe. Elle organise, tous les deux ans, la European Conference on Artificial Intelligence (en) (CADE).  Depuis 2001, CADE fait partie de la conférence annuelle International Joint Conference on Automated Reasoning (IJCAR) qui regroupe :
- CADE – Conference on Automated Deduction
- FroCoS – Symposium on Frontiers of Combining Systems
- TABLEAUX – Conference on Analytic Tableaux and Related Methods[2].

Les membres de l'association sont des associations scientifiques européennes concernées par l'intelligence artificielle. Elles doivent compter au moins 25 membres travaillant activement dans ce domaine. Les particuliers n'adhèrent pas directement à l'association EurAI, mais à travers leur société nationale.Il existe 28 sociétés nationales en 2013.
L'association décerne, plus régulièrement depuis 2023, un « Distinguished Service Award ». Les lauréats sont :
- 2023 : Barry O'Sullivan et Michael Wooldridge
- 2020 : Alan Bundy

Un certain nombre des membres des associations locales sont distinguées et nommées EurAI Fellows. La liste des fellows comporte plus de cent noms.
L'association distingue aussi, à travers un prix de thèse, une thèse remarquable en intelligence artificielle. La lauréate 2022 est Ulrike Schmidt-Kraepelin, dont la thèse était supervisée par Markus Brill.